# Hulanka (województwo kujawsko-pomorskie)
Hulanka – wieś w Polsce, w województwie kujawsko-pomorskim, w powiecie włocławskim, w gminie Izbica Kujawska.
Do 2023 miejscowość była kolonią wsi Kazimierowo.
W latach 1975–1998 miejscowość administracyjnie należała do województwa włocławskiego.